# غوستافو نيري
غوستافو نيري دي سا دا سيلفا (بالبرتغالية: Gustavo Nery‏)، من مواليد 22 يوليو 1977 في نوفا فريبورغو في البرازيل، لاعب كرة قدم برازيلي.
بدأ مسيرته الكروية مع نادي سانتوس في موسم 1996/1997، ولعب معهم 17 مباراة وسجل هدف واحد، وفي موسم 1997/1998 انتقل إلى نادي كورتيبا، ولعب معهم 29 مباراة وسجل 3 أهداف، وفي موسم 1999/2000 انتقل إلى نادي سانتوس، ولعب معهم 39 مباراة وسجل هدف واحد، وفي موسم 2000/2001 انتقل إلى نادي غوراني، ولعب معهم 24 مباراة وسجل 4 أهداف، وفي عام 2002 انتقل إلى نادي ساو باولو، ولعب معهم حتى عام 2004، وشارك معهم في 79 مباراة وسجل 11 هدف، وفي موسم 2004/2005 انتقل إلى نادي فيردر بريمن الألماني، ولعب معهم 27 مباراة وسجل هدفين، وفي موسم 2005/2006 لعب مع نادي كورنثيانز، وشارك معهم في 71 مباراة وسجل 5 أهداف، ومنذ عام 2007 وهو يلعب مع نادي ريال سرقسطة الإسباني.
و قد بدأ باللعب مع منتخب البرازيل لكرة القدم في عام 2004.

## روابط خارجية
- غوستافو نيري على موقع قاعدة بيانات كرة القدم.إي يو (الإنجليزية)
- غوستافو نيري على موقع ناشيونال فوتبول تيمز (الإنجليزية)
- غوستافو نيري على موقع عالم كرة القدم.نت (الإنجليزية)